# Tony Colombo
Pour les articles homonymes, voir Colombo (homonymie).
Tony Colombo, de son vrai nom Antonino Colombo, (né le 11 mai 1986 à Palerme, en Sicile) est un chanteur italien.
Le nom d'artiste « Tony » lui fut attribué par le chanteur napolitain Mario Merola alors qu'il n'avait que 7 ans.

## Biographie

### Sa carrière
En 1994, Tony Colombo sort son premier album intitulé A' Villeggiante à seulement 7 ans. L'album se vend tout de même à 23 000 exemplaires. Il base son style sur la musique napolitaine.
En 1996, il participe au Forum d'Assago, près de Milan, et réussit à attirer l'attention du public.
À tout juste 9 ans, il sort son second album Scugnizza et fait un premier concert en Belgique devant près de 15 000 personnes, pour la plupart des émigrants italiens.
1997 est l'année de sa consécration. Il participe à différentes émissions des télévisions locales de Turin, Milan et Rome et est invité à Radio Italia à Turin. La même année, il participe au spectacle musical Prima Ribalta au théâtre Garibaldi de Palerme.
En 2000, il est l'invité de l'émission 3..2..1..Estate sur la RAI. L'année suivante, il remporte le prix « Révélation de l'année » avec son septième album Io più te, prix qu'il lui sera remis par Leoluca Orlando, maire de Palerme.
En 2005, il participe au festival de Saint-Marin et arrive en demi-finale.
En 2009, il fait une apparition dans le film Un Camorrista perbene (traduire « membre de la Camorra gentil »). La même année, il signe son premier contrat avec la multinationale "Warner Music Italia".
En 2010, il participe aux sélections du Festival de la chanson italienne de Sanremo dans la catégorie « Nouvelle génération », mais il n'est pas retenu.

### Liens avec le crime organisé
Le 28 mars 2019, il épouse Tina Rispoli, veuve boss de la Camorra Gaetano Marino. Une enquête sur l'organisation du mariage a été ouverte par la Direction Antimafia. Selon une enquête du média en ligne Fanpage.it, il aurait à de nombreuses reprises joué pour des boss de la Camorra, certains de ses disques et concerts auraient été produits par des personnes liées à la Camorra ou à la N'drangheta, et le boss Gaetano Marino l'aurait aidé à remboursé une dette de 15 000 €.

## Discographie
- 1994 A' Villeggiante (GS Record)
- 1995 Scugnizza (GS Record)
- 1996 Complimenti!!! (Seamusica)
- 1998 Spregiudicata (Seamusica)
- 1999 Classicamente Io (Seamusica)
- 2000 Uno Dopo l'Altro (Seamusica)
- 2001 Io Più Te (Seamusica)
- 2002 Come una Fiaba (GS Record)
- 2003 Il Giorno e la Notte (GS Record)
- 2004 Al di là del mare (GS Record)
- 2005 Tra Neve e Sole (Seamusica)
- 2005 Indispensabile (Seamusica)
- 2005 tonycolombo.it (Seamusica)
- 2006 Ho Fatto Tredici (Seamusica)
- 2007 Volano i Vestiti (Seamusica)
- 2008 Note di Primavera (Seamusica)
- 2008 Il Cuore in un Concerto (DVD Live, Seamusica)